# Ocas de Meidum

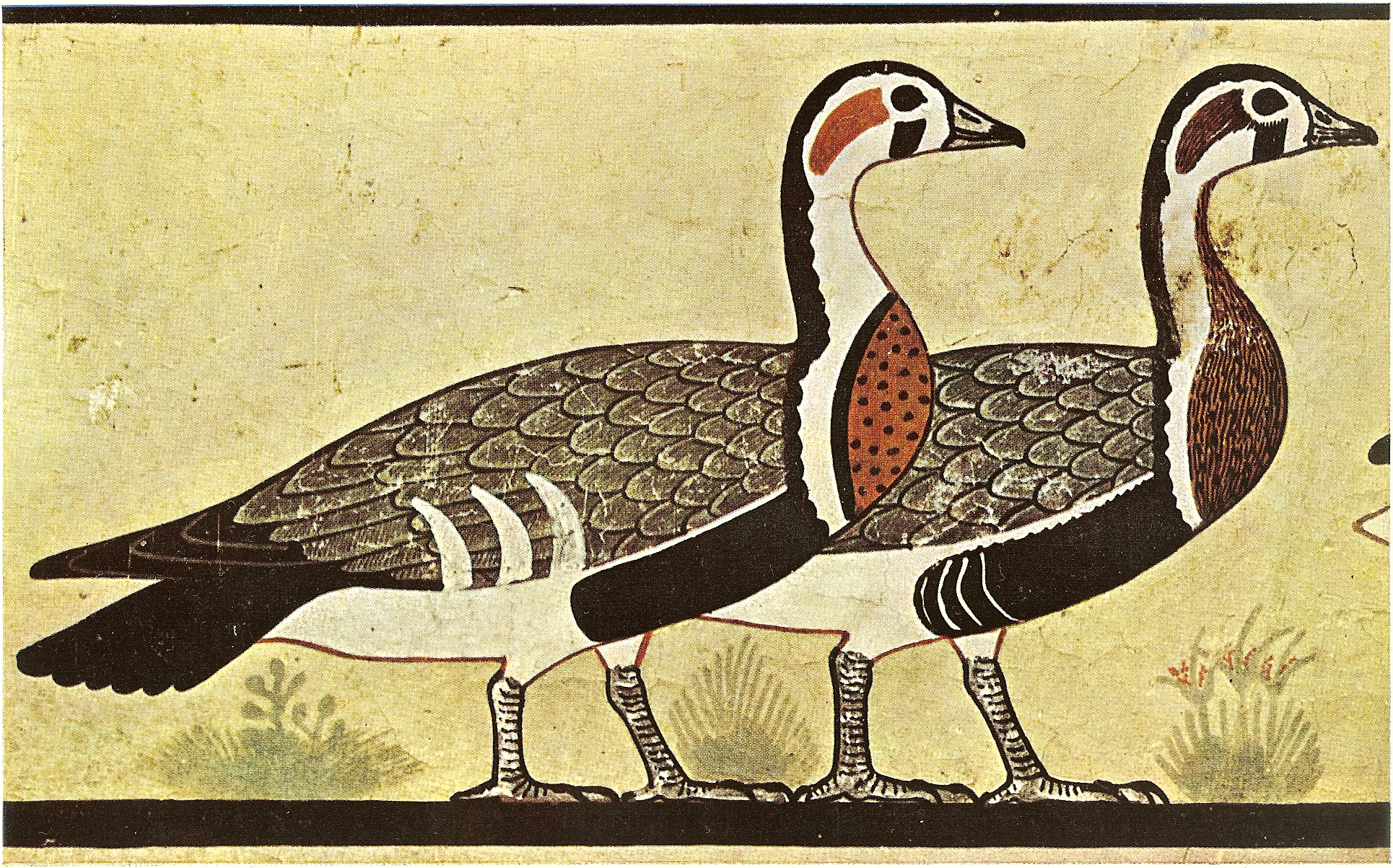
Ocas de la derecha.

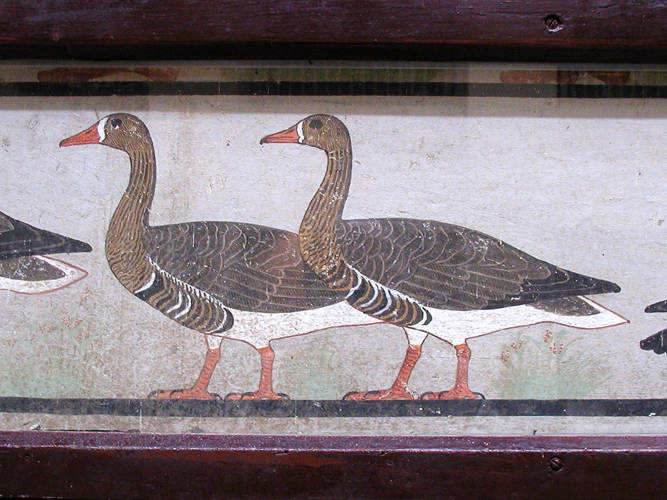
Ocas de la izquierda.

La famosa pintura de las ocas de Meidum era parte de una escena de caza de aves con red pintada en estuco en la mastaba de Nefermaat y su esposa Atet. Nefermaat era  hijo  y chaty de Seneferu, primer faraón de la cuarta dinastía. La mastaba fue descubierta por Auguste Mariette en 1871 y estudiada por Petrie. El friso de las ocas se encontraba en la capilla de Atet.
El arte pictórico durante el Imperio Antiguo prestaba la máxima atención a los detalles de animales y plantas, tanto que incluso hoy en día es posible identificar las especies de gansos de esta pintura, desde el plumaje estilizado del ánsar careto a la especie ánsar campestre o la barnacla cuellirroja: las aves de la izquierda son gansos campestres siguiendo a uno de pico negro, mientras que a la derecha se pueden observar ocas de cuello rojo.
Las ocas de Meidum fueron realizadas siguiendo una técnica puntiforme, que crea en su conjunto, a partir de parches simples de color, figuras impresionantes y donde la vivacidad de las ocas se destaca por los colores perfectamente conjuntados de forma cromáticamente armoniosa. Para producir el efecto de profundidad, se dibujan dos gansos uno sobre el otro. El friso es simétrico, y unas borrosas plantas verdes con flores rojas evocan el paisaje de la orilla de un estanque. Llaman la atención los colores naturales de la pintura, aplicada sobre una capa de estuco que cubre a su vez un revoque de adobe.
- El jeroglífico para ocas, | G38 |: gb y el de patos (| G39 |: s3) eran empleados como determinativos genéricos de "aves", y se les asociaba un simbolismo religioso que se usaba para alejar el mal y evocar el renacimiento.,[3] por lo que se usaban repetidamente en las pinturas de las tumbas.

El friso, con una longitud de 1,73 metros y una altura de 28 cm se conserva en el Museo Egipcio de El Cairo, y hay una copia exacta en el British Museum de Londres.

Ocas de Meidum (completo en alta resolución).

El año 2015 el historiador Francesco Tiradritti –profesor de la Universidad Kore de Enna (Sicilia) puso bajo sospecha la autenticidad de la famosa obra egipcia aseverando que habían sido pintadas encima de las originales en el momento de su descubrimiento.
En defensa de la autenticidad de estas obras respondió Zahi Hawass que Francesco había obviado que pinturas de la misma calidad y estilo habían sido descubiertas recientemente en excavaciones a 32Km de distancia y que lo más preocupante era que realizará este tipo de afirmaciones sin presentar los datos antes al departamento de antigüedades de Egipto

### Citas
1. ↑   P.H. Houlihan: The Birds of Ancient Egypt, El Cairo, 1992, pp. 57 y 60-62.
2. 1 2  Alegre García, 2007
3. 1 2  «Las ocas de Meidum». Egipto, tierra de Faraones. 2007. Archivado desde el original el 12 de junio de 2013. Consultado el 18 de mayo de 2013.